# 奥得河畔法兰克福欧洲大学
奥得河畔法兰克福欧洲大学（英語：European University Viadrina Frankfurt (Oder)）是一所位于德国勃兰登堡州奥德河畔法兰克福的公立大学，位于德国和波兰边境，为德语、波兰语双语大学，约5,200学生，其中约1,000人来自波兰，是德国小型大学之一。
拉丁語的维阿迪纳（Viadrina）意思是 「屬於奧得河或位於奧得河畔」；它源自维阿迪鲁斯（Viadrus），這是一位假想的奧得河河神的名字。實際上，這條河流的古代名字並未被記載，它在991年的达戈博尔特法令（Dagome iudex）中被提及為 Oddera，指的是波蘭梅什科一世的領土。拉丁名字可能是由法蘭克福學者喬道庫斯·維利希（Jodocus Willich，約1486-1552年）引入的，在塞巴斯丁·繆斯特1544年的著作《Cosmographia》中出現；法蘭克福市在拉丁語中被稱為 Francofortum ad Viadrum，字面意义的「奥得河畔法兰克福」。

## 勃蘭登堡大學時期（1506–1811）

### 建立

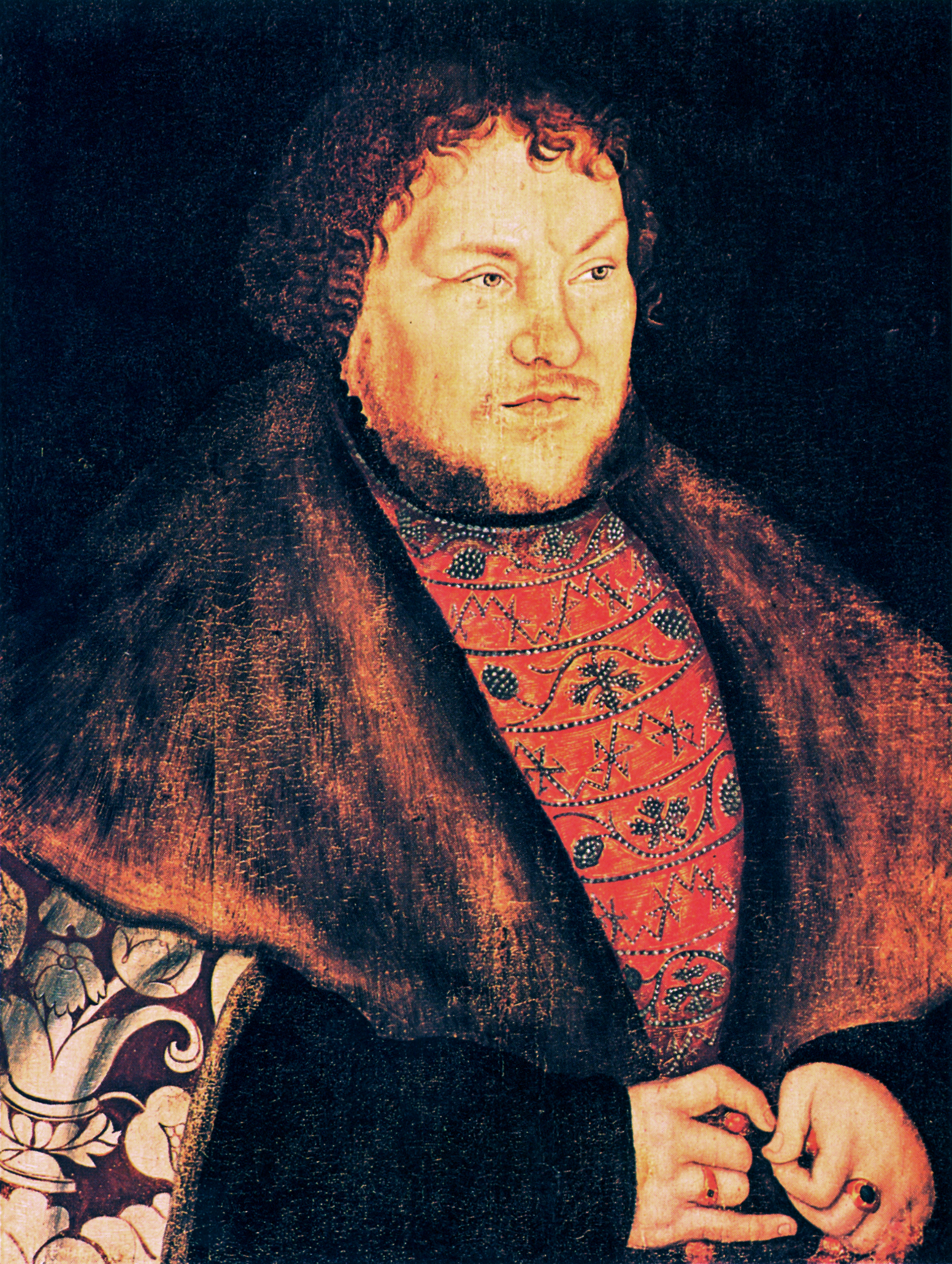
選帝侯約阿希姆·內斯特，老盧卡斯·克拉納赫的肖像

法蘭克福勃蘭登堡大學（也稱Alma Mater Viadrina或 Viadrina），被認為是奧得河畔法蘭克福歐洲大學的前身，是由選帝侯約阿希姆一世，於1506年4月26日經教宗儒略二世許可後建立，成為勃蘭登堡侯國中第一所主要大學。大學的設立章程早在1498年就已發佈於一個已被拆除的猶太會堂，同年教宗亞歷山大六世頒布了創立憲章。著名神學家Konrad Wimpina（約1465-1531）成為首任校長。主樓（Collegienhaus）的建設於1507年完成。
這所大學共分為四個學院：法律、神學、哲學和醫學。在成立的第一年內，來自德國、波蘭、瑞典、挪威和丹麥等地的超過900名學生入學。维阿迪纳学院在布蘭登堡和周邊地區享有良好聲譽，其畢業生在行政、政治、法律和教會等方面都擔任很高的職位。
其最早的校长之一，主教格奥尔格·冯·布卢门撒尔（Georg von Blumenthal，1490-1550）是宗教改革的激烈反對者，其竭盡所能驅逐如喬道庫斯·維利希等路德派教徒。(2018年，他兄弟的直系後代朱丽亚·冯·布卢门撒尔被任命為重新創立的维阿迪纳学院校長。) 在1518年，若望·特次勒在法蘭克福獲得博士學位。然而，和1544年成立的柯尼斯堡大學一樣，维阿迪纳学院轉向了路德宗正統（Lutheran orthodoxy）。一位在學生中很受歡迎的教授厄德曼·哥白尼（Erdmann Copernicus）在1573年被提拔為大學校長，但在同年去世。
在霍亨索倫王朝皈依加爾文教派之後，「大選帝侯」腓特烈·威廉 和他的總督拿騷-錫根的約翰·毛里茨王子於1655年在克萊沃公國成立了一所改革派學院——杜伊斯堡大學。

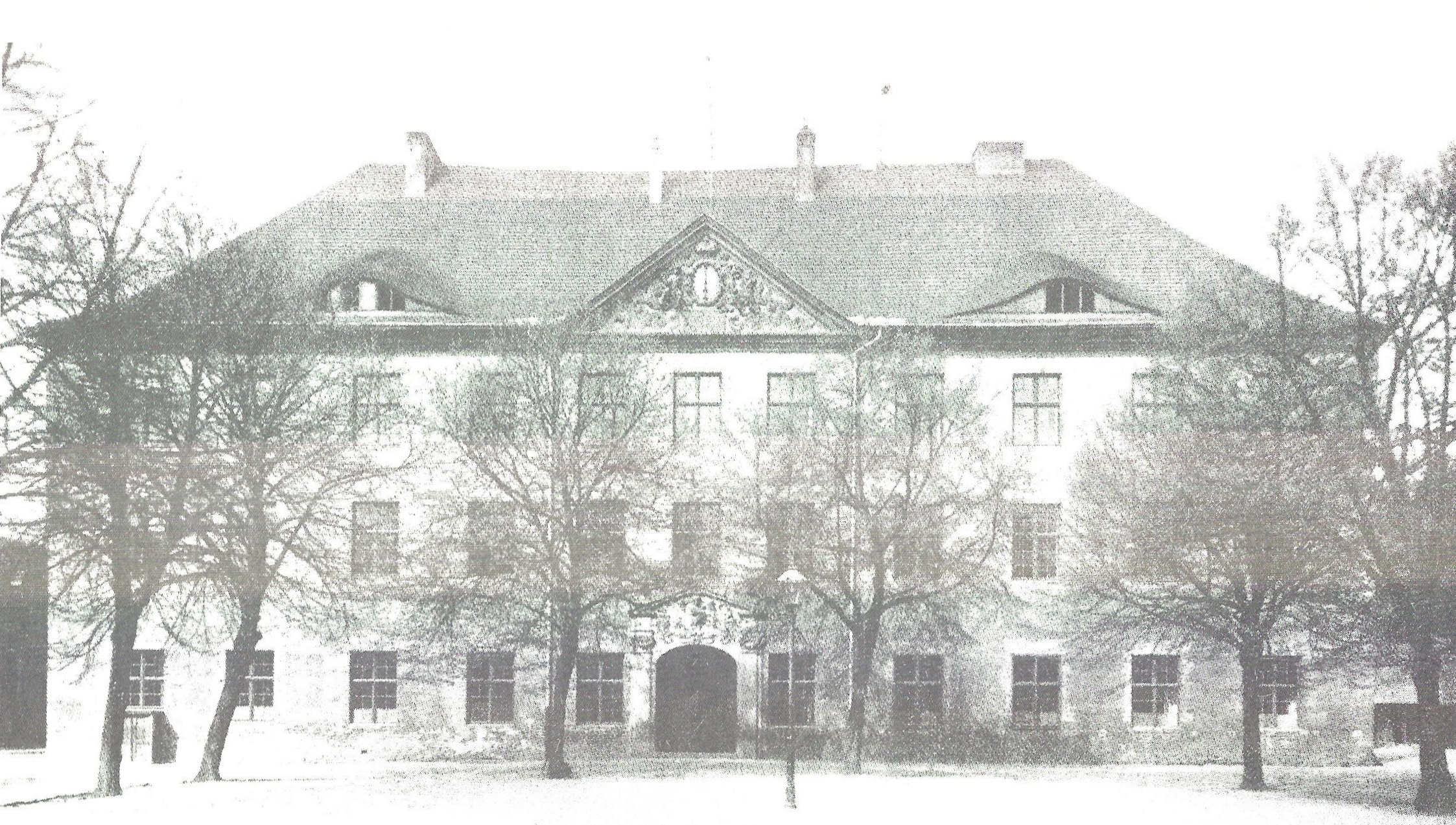
老学院（1911）

儘管遭到教師的強烈反對，腓特烈·威廉 仍為猶太學生開設了法蘭克福大學。在三十年戰爭的破壞修復工作仍在進行之際，他在大學場地旁邊建造了一個植物園。在醫生伯纳德乌斯·阿尔比努斯（Bernhardus Albinus，1653-1721）的要求下，解剖劇場（anatomical theatre）於1684年建成。整個翻新工作於1693/94年完成。
在1736年，著名法學家約翰·雅各布·莫瑟（Johann Jakob Moser）被聘用為該大學法學院的負責人，但由於他自由主義的觀點不受普魯士國王腓特烈·威廉一世的歡迎，他不得不在三年後離開該大學。

### 改制
在拿破崙戰爭期間的普魯士改革過程中，法蘭克福大學於1811年搬遷到布雷斯勞（現波蘭的弗罗茨瓦夫）。為了與新成立的柏林大學競爭，它與1702年由哈布斯堡皇帝利奧波德一世建立的利奥波德学院（Leopoldina，即布雷斯勞大學）合併。此次合併包括將綜合圖書館藏品搬運上奧德河的船隻，當時它的藏書量超過28,000冊，僅次於柯尼斯堡州立和大學圖書館的收藏量。此外一些法兰克福大學教授接受了柏林大學的職位，前往柏林。
舊的大學建築被法蘭克福市接管並轉為校舍。它在二戰中幾乎沒有受到損壞，最初被用作來自前東部領土的難民之家。之後，該建築空置，直到1960年代初在爭議下被拆除。只有主入口的拱門被保留作為紀念碑。
歷史上在維亞德里納大學就讀的著名學生包括哲學家烏爾里希·馮·胡滕（1488–1523）、神學家和政治領袖托馬斯·門采爾（約1489–1525）、音樂家卡爾·菲利普·埃曼努埃爾·巴赫（1714–1788）、醫師馬庫斯·埃利澤·布洛赫（1723–1799）和約翰·戈特利布·瓦爾特（Johann Gottlieb Walter，1734–1818）、威廉·冯·洪堡（1767–1836）和亞歷山大·冯·洪堡（1769–1859），以及詩人海因里希·冯·克莱斯特（1777–1811）。著名的大學校長之一是因德日赫·瓦茨拉夫（1592–1639），他於1608年擔任過該職位。

## 新时期（1991–）

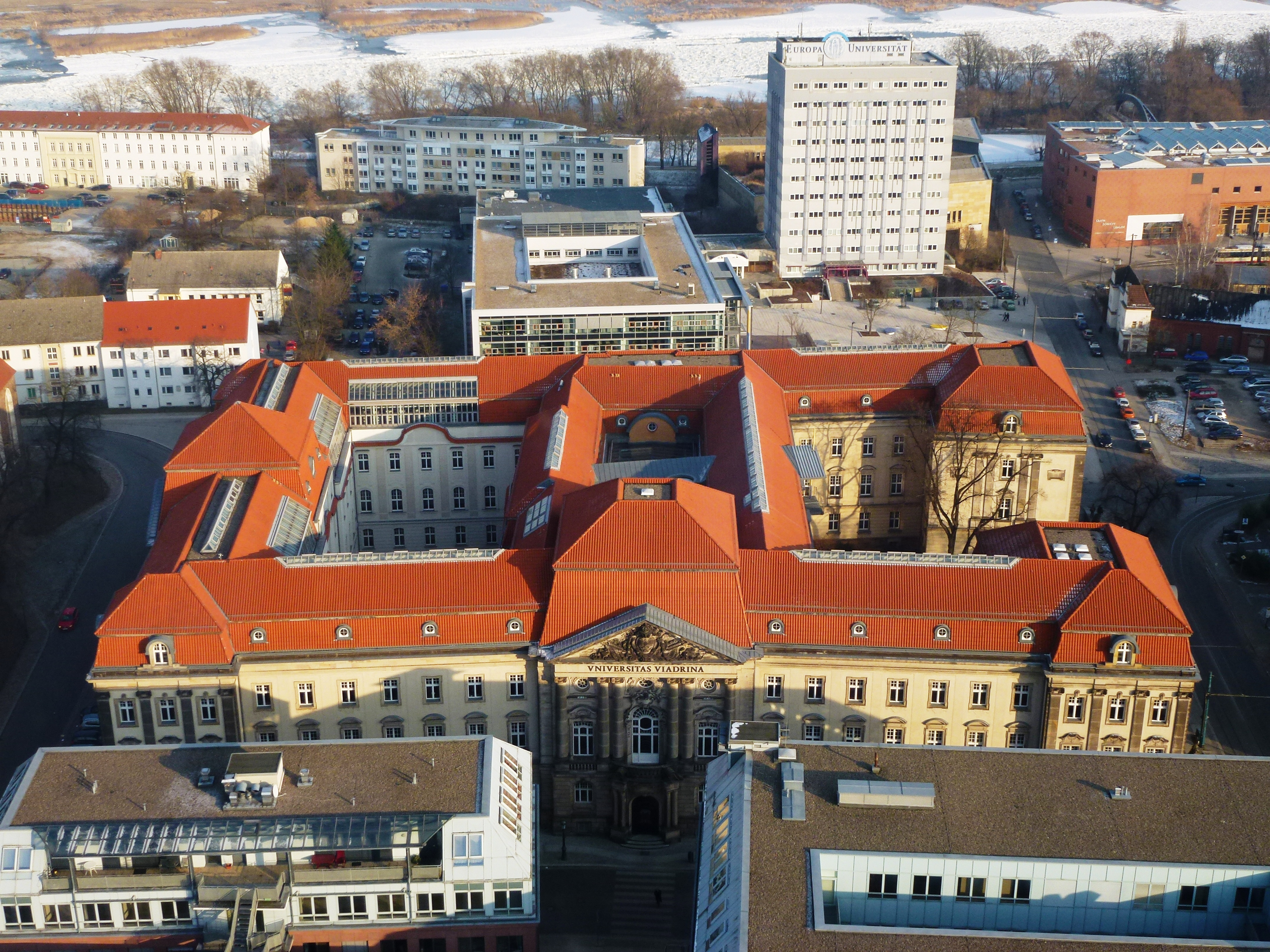
紅瓦建造而成的维阿迪纳学院主要建築物，也是前地方政府大樓。自旧塔楼（Oderturm）拍攝，2012年

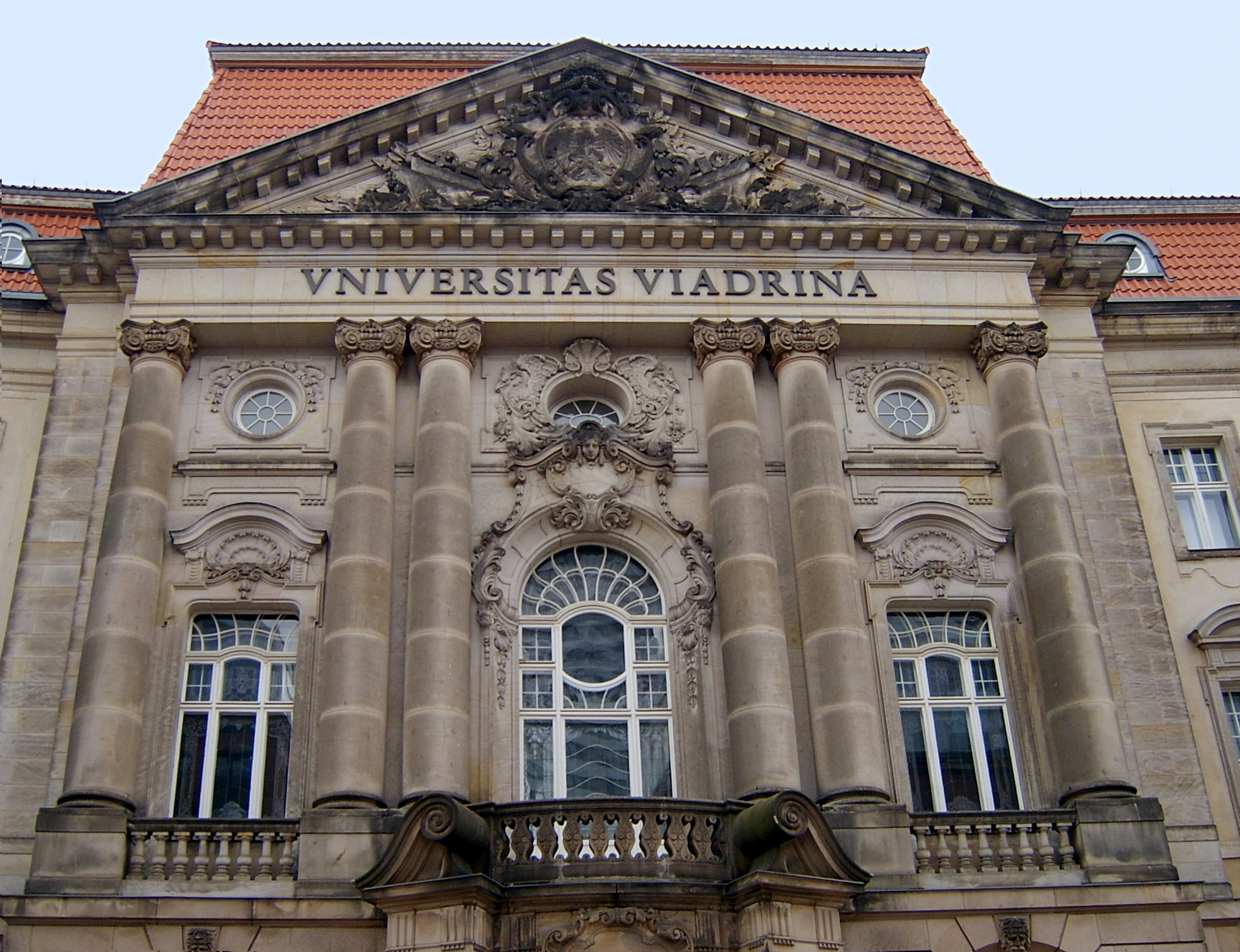
维阿迪纳学院主樓的前門

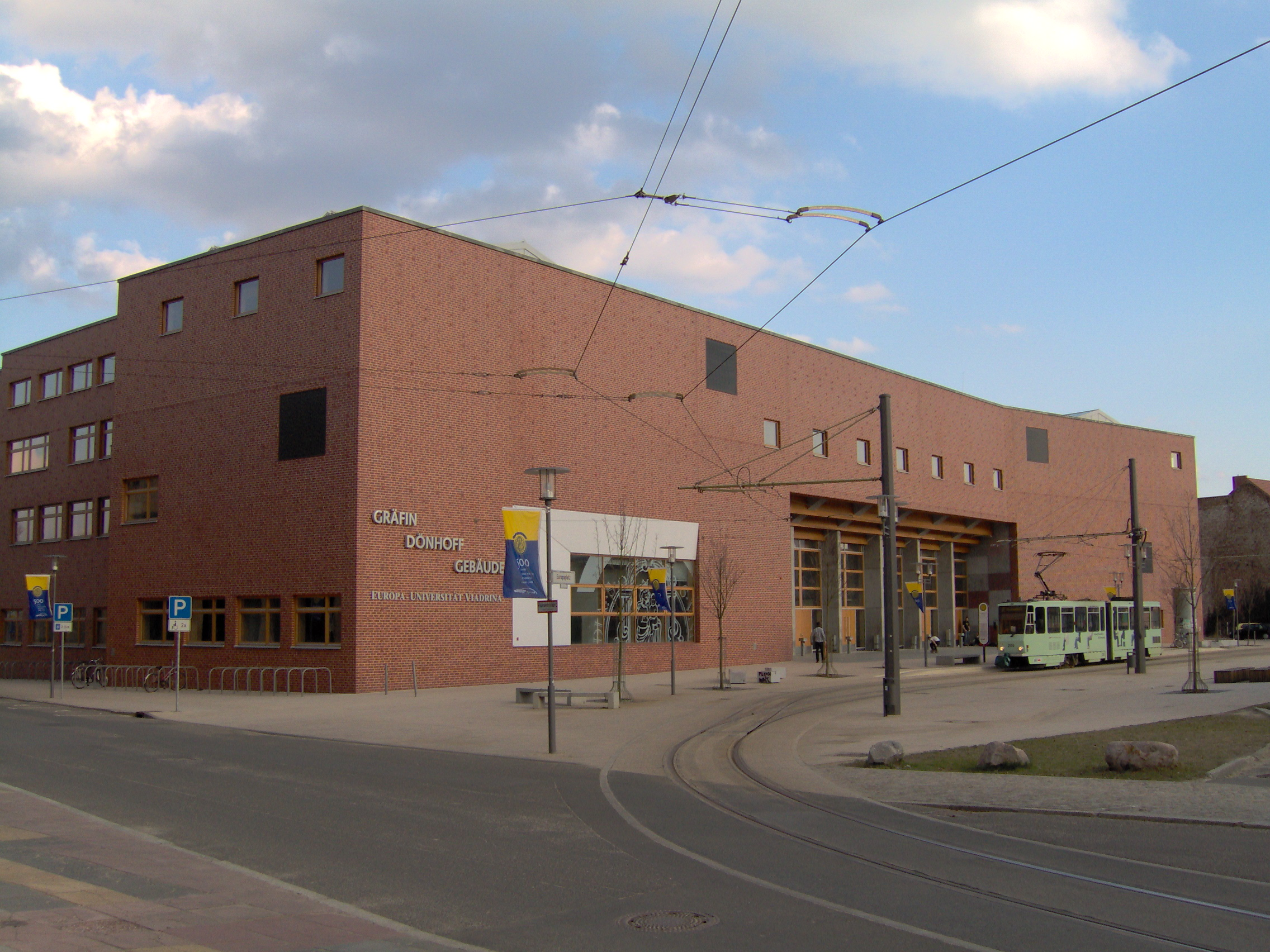
登霍夫伯爵夫人（Countess Dönhoff）大樓設有教室和餐廳。

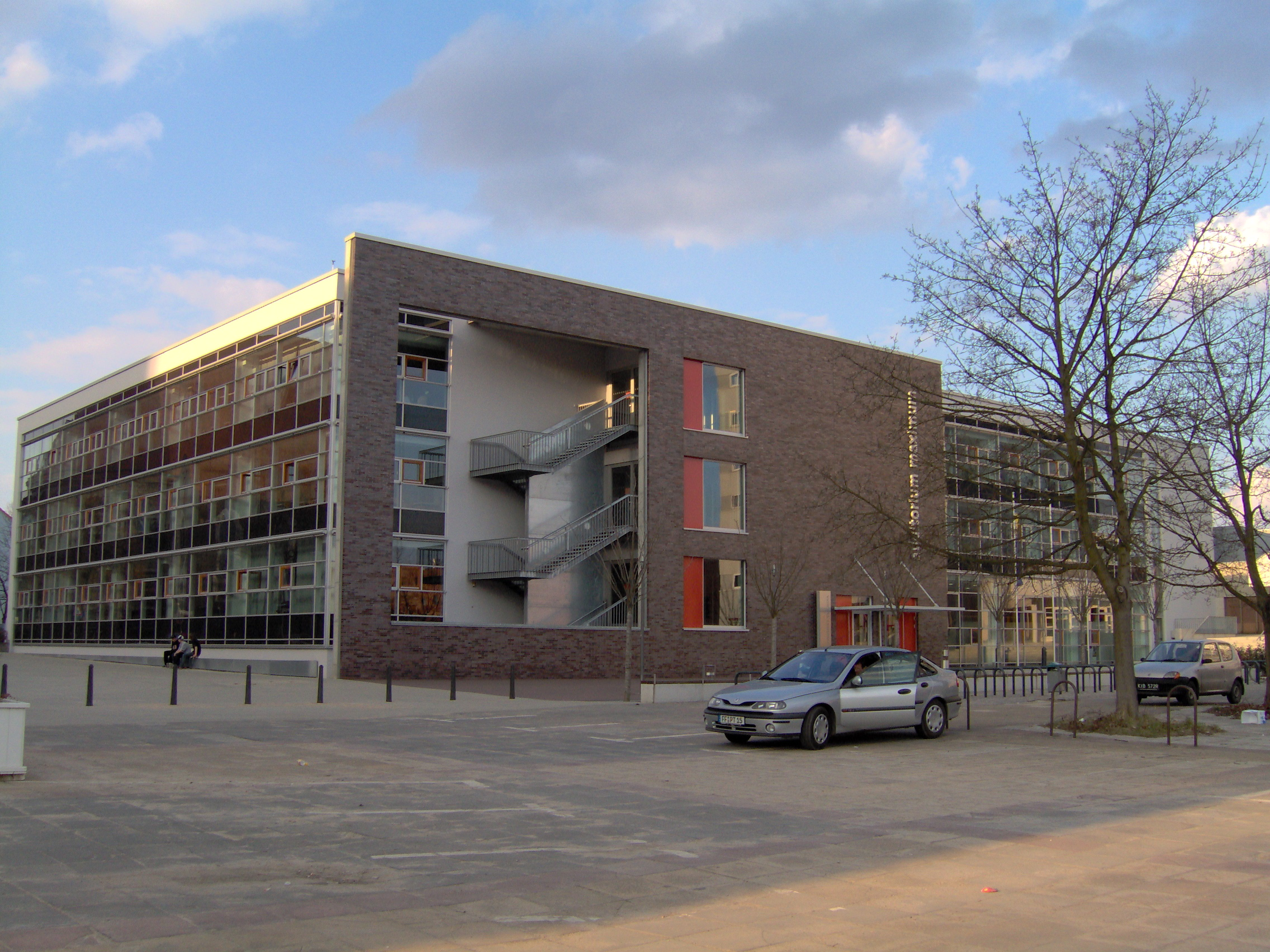
奥迪马克斯（Audimax）大樓，俗稱Flachbau （「扁平建築」），是東德時代的現代化建築，設有大學禮堂

在1991年時大學重建為奧得河畔法蘭克福歐洲大學，它設有三個學院：經濟與工商管理學院、法學院、社會與文化科學學院。其辦學計畫的重點是吸引歐洲各地的學生，以建立一個跨國的學生團體。目前約有29％的學生是外國人（多數為波蘭人），比例高於其他德國大學。
奧得河畔法蘭克福歐洲大學與波蘭波兹南的波兹南亚当·密茨凯维奇大学保持密切合作。兩所大學共同經營 Polonicumvm學院。
在奧得河畔法蘭克福歐洲大學的研究機構中，值得注意的是法蘭克福轉型研究所（FIT）。該研究所對於轉型經濟的研究有著重要的貢獻。
該大學前任校長格辛·施万教授曾於2004年和2009年兩次競選德國總統，但皆以些微弱勢被霍斯特·科勒擊敗。前外交官岡特·普洛格（Gunter Pleuger）自2008年10月1日起擔任該大學校長。其後，斯拉夫研究學者亞歷山大·沃爾（Alexander Wöll）於2014年10月1日接任校長。

## 研究課程
奧得河畔法蘭克福歐洲大學目前提供以下英語研究課程：
- 國際工商管理學士學位
- 文化研究學士學位
- 國際工商管理碩士學位
- 與Virtual Global University合作的商業資訊碩士學位
- 工商管理碩士學位（MBA）
- 資訊與作業管理碩士學位
- 國際人權和人道法律碩士學位（L.L.M.）
- 歐洲研究碩士學位（MES）
- 東歐和中歐文化歷史碩士學位
- 歐洲文化遺產碩士學位（MEK）

## 著名教職員與校友
- 卡尔·菲利普·伊曼纽尔·巴赫
- 亚历山大·戈特利布·鲍姆加滕
- 卡尔·奥古斯特·冯·卑尔根
- 厄德曼·哥白尼
- 马丁·艾森德
- 约翰·戈特利布·格莱迪奇
- 亚历山大·冯·洪堡
- 威廉·冯·洪堡
- 乌尔里希·冯·赫腾
- 海因里希·冯·克莱斯特
- 托马斯·闵采尔
- 安德烈亚斯·穆斯库鲁斯
- 路德维希·冯·普富尔
- 加利布西勒姆
- 敏（越南歌手）